# Rovray
Rovray es una comuna suiza del cantón de Vaud, situada en el distrito de Jura-Nord vaudois.